# Let's Pollute
Let's Pollute är en animerad kortfilm av Geefwee Boedoe och Tim Crawfurd från 2009. Filmen, en slags modern satir om hur mänskligheten och dess ekonomi påverkas av föroreningar och miljöförstöringen, är animerad som en utbildningsfilm från 1950-60-talet.

## Handling
Filmen tar sin start i Amerika före den industriella revolutionen och förflyttar sig därefter snabbt till moderna tider, och visar upp en kärnfamilj som förorenar sin väg genom en genomsnittlig dag. Berättaren drar samband mellan våra slösaktiga beteenden, stora affärer, och det resulterande okontrollerbara förorenandet av luften, vattnet och marken. Berättaren instruerar betraktaren att förorening är en del av vår kultur och att den hjälper till att få vår ekonomi att fungera smärtfritt.

## Mottagande
Geefwee Boedoe har nominerats till en Oscar 2011 för bästa kortfilm. Det är Geefwee Boedoes första oscarnominering. Let's Pollute vann även pris för bästa animerade film vid både Big Muddy Film Festival och Orlando Film Festival.